# BMW UKL (платформа)
UKL платформа (Untere Klasse, укр. Нижній клас) — модульна автомобільна платформа, розроблена німецьким автовиробником BMW. Модульна архітектура, яка підходить для ряду передньопривідних і повнопривідних моделей.
Мета передньопривідної платформи UKL полягає в тому, щоб запропонувати менші моделі з великим внутрішнім простором, достатньою кількістю місця для пасажирів на задніх сидіннях і великим простором для вантажу. Досягти цих цілей можливо лише шляхом поперечної установки трьох або чотирьох циліндрових двигунів. На момент випуску BMW оголосила, що будь-яка модель до 4,5 метрів довжиною та меншою за серію 3 використовуватиме платформу UKL. За словами Яна Робертсона, керівника відділу продажів і маркетингу BMW, «одна з великих переваг UKL полягає в тому, що ми можемо запускати багато продуктів майже одночасно, оскільки ми займаємося розробкою одночасно».
Платформа має дві похідні версії: UKL1 і UKL2. Першим серійним автомобілем, який використовує платформу UKL, є Mini Hatch 2014 року. Іншою похідною платформою UKL є платформа FAAR, яка була анонсована в 2017 році. Він розроблений з урахуванням чистого ДВС, гібридних та електричних силових агрегатів.

## Платформа UKL1
Транспортні засоби, що використовують платформу (календарні роки):
- Mini Hatch (F56) (2014–тепер)
- Mini Hatch 5-door (F55) (2014–по теперішній час)
- Mini Convertible (F57) (2016–тепер)

## Платформа UKL2
Платформа UKL2 є більшою версією платформи UKL. Він дебютував з BMW 2 серії Active Tourer у 2014 році. Платформа підтримує колісну базу довжиною 2670 мм і з можливістю розширення до 2780 мм для моделей з довгою колісною базою.
Транспортні засоби, що використовують платформу (календарні роки):
- BMW 1 серії седан (F52) (2017–тепер)
- BMW 1 серії (F40) (2019–наш час)
- BMW 2 Series Gran Coupé (F44) (2019–теперішній час)
- BMW 2 серії Active Tourer (F45) (2014–2021)
- BMW 2 Series Gran Tourer (F46) (2015–2021)
- BMW 2 серії Active Tourer (U06) (2021–тепер)
- BMW X1 (F48) (2015–2022)
- BMW X1 (U11) (2022-наш час)
- BMW X2 (F39) (2017–наш час)
- Mini Countryman (F60) (2017–сьогодні)
- Mini Clubman (F54) (2016–2023)
- Zinoro 60H (F48) (2017–теперішній час)

## Дивись також
- Платформа BMW CLAR